# Cầu kính Rồng Mây
Cầu kính Rồng Mây (còn có tên gọi khác là cầu kính Sa Pa, cầu kính Ô Quý Hồ) là một cầu đi bộ trên cao nằm trong khuôn viên khu du lịch cầu kính Rồng Mây tọa lạc trên đèo Ô Quý Hồ thuộc xã Sơn Bình, huyện Tam Đường, tỉnh Lai Châu, Việt Nam. Đây là một phần trong tổng thể dự án có tổng vốn đầu tư 1.000 tỷ đồng, khởi công xây dựng vào năm 2017 và khánh thành cuối năm 2019. Rồng Mây là cầu kính thứ hai ở Việt Nam và là cầu kính cao nhất Việt Nam vào thời điểm khánh thành. Ngoài việc là một địa điểm thu hút khách du lịch, cầu kính Rồng Mây cũng đặt ra một số vấn đề về an toàn thiết kế.

## Thông số kĩ thuật
Cầu kính Rồng Mây nằm trong quần thể khu du lịch cầu kính Rồng Mây, thuộc xã Sơn Bình, huyện Tam Đường, tỉnh Lai Châu, trên đèo Ô Quý Hồ. Nó được khởi công xây dựng từ năm 2017 và khánh thành ngày 16 tháng 11 năm 2019. Với độ cao 2.200 m so với mực nước biển và 548 m so với dãy núi Hoàng Liên Sơn, cầu được làm hoàn toàn bằng kính trong suốt, sàn kính được lắp ghép bằng ba lớp kính, mỗi lớp dày 1,2 cm và ép bởi 4 lớp phim chống đạn. Tổng chiều dày của kính là 4,2 cm. Cầu có chiều dài 60 m, rộng khoảng 5 m, tính từ thang máy đến vách núi. Tải trọng tối đa của cầu là hơn 3.000 người một lúc. Đây là cây cầu kính thứ hai ở Việt Nam sau cầu kính Tình Yêu ở Sơn La và cũng là cầu kính cao nhất Việt Nam.
Hệ thống thang máy của cầu có độ cao 300 m, trong đó khoảng 80 mét thang máy đi trong lòng núi, gồm buồng thang máy có 3 mặt kính trong suốt hướng ra phía ngoài. Thang máy có thể chở được 30 hành khách cùng lúc.

## Hoạt động du lịch
Cầu kính Rồng Mây là một địa điểm thu hút khách du lịch. Dự án khu du lịch cầu kính Rồng Mây do Công ty Cổ phần Tập đoàn Hoàng Liên Sơn đầu tư với tổng số vốn là 1.000 tỷ đồng, với thời gian hoạt động 50 năm. Khu du lịch gồm nhiều hạng mục như khách sạn, hệ thống thang máy và cầu kính, bungalow nghỉ dưỡng, bể bơi điều hòa, khu vui chơi cảm giác mạnh. Trong đó hệ thống thang máy và cầu kính là hai sản phẩm du lịch chủ yếu. Bình quân mỗi ngày, khu du lịch đón 1.000 khách du lịch.

## Vấn đề an toàn
Ngày 11 tháng 2 năm 2022, một đoạn video đăng tải lên mạng xã hội cho thấy một tấm kính của cầu kính Rồng Mây có dấu hiệu bị nứt vỡ. Ngay lập tức, Sở Văn hóa Thể thao Du lịch và Sở Xây dựng tỉnh Lai Châu đã yêu cầu chủ xây dựng dự án phải thay thế tấm kính trong vòng 10 ngày để đảm bảo an toàn. Mặc dù vậy, lãnh đạo khu du lịch này lại cho rằng những vết nứt trên tấm kính là "nằm trong thiết kế". Tương tự, lãnh đạo địa phương khẳng định tấm kính vỡ chỉ là "hiệu ứng tạo cảm giác mạnh". Tuy nhiên đến ngày 23 tháng 2 năm 2022, tấm kính nghi bị nứt vỡ đã được lãnh đạo khu du lịch thay thế bằng một tấm kính mới.